# Geranium magellanicum
Geranium magellanicum är en näveväxtart som beskrevs av Joseph Dalton Hooker. Geranium magellanicum ingår i släktet nävor, och familjen näveväxter. Inga underarter finns listade i Catalogue of Life.